# 王文殊
王文殊，字令章，南朝齐吳興郡故鄣县（今浙江省安吉县西北）人。
王文殊父亲被北魏俘虏，王文殊思念得哭泣出血来，终身吃蔬菜，而不吃肉，不穿丝帛，穿乱麻做的衣服。不结婚，不交朋友。吴兴郡太守谢瀹聘任他为功曹，他没有去。在县西立小屋，端坐其中。伏天腊月，初一十五，没有不北望中原长久悲伤的时候，如此三十余年。永明十一年（493年），太守孔琇之上表褒扬其行，皇帝萧昭业下诏在他家门上安匾，改所居村庄为孝行里。